# Gérald Orsoni
Pour les articles homonymes, voir Orsoni.
Pas d'image ? Cliquez ici

a Compétitions nationales et continentales officielles uniquement.

Dernière mise à jour le 1 avril 2025.
Gérald Orsoni, né le 9 août 1972 à La Seyne-sur-Mer (Var), est un joueur de rugby à XV français qui évolue au poste de deuxième ligne.

## Carrière
Alors qu'il est âgé de 19 ans, Gérald Orsoni est sacré champion de France en 1992, après une victoire en finale contre le Biarritz olympique, match pour lequel il est titulaire.
Après la fin de sa carrière de joueur de rugby, il s'installe à Signes, où il travaille d'abord comme bûcheron, avant de devenir forestier-sapeur.

## Palmarès

### En club
- Vainqueur du Championnat de France de première division en 1992 avec le RC Toulon.
- Vainqueur du Championnat de France de deuxième division en 2005 avec le RC Toulon.

### En équipe nationale
- Équipe de France Junior